# Quora
Quora是一个在线问答网站，Quora集合许多问题和答案，同时容许用户协同编辑问题和答案。 
Quora的创建目标，是“挖掘出网络上未有的维基知识，并赋予其强烈的社会媒体属性”。亚当·安捷罗表示：“我们把Quora当作知识市场，让人们去分享、学习和展示。”另外，Quora被TechOrange列為2011年應該要知道的7項科技之一。

## 沿革
Quora是Facebook前首席技术官亚当·安捷罗和查理·切沃于2009年6月创建。在2009年12月推出软件测试版，随后在2010年6月21日向公众开放。
在2010年3月，Quora得到基准资本的创业资金，估价高达八千六百万美元。据Business Insider称，Quora拒绝了数十亿美元的并购邀约。在2012年5月，Quora在B轮筹资中募集了五千万美金。
在2017年4月23日，Quora得到Collaborative Fund和Continuity Fund两家机构领投的八千五百万美金的D轮融资，至此，Quora的估值也翻倍为18亿美元。
2021年8月5日，Quora开始允许發佈者通过他们的回答获利。Quora推出了一项名为Quora+的订阅服务，订阅者支付5美元的月费或50美元的年费後，就可以访问任何發佈者放在付费专区裡面的内容。

## 中国大陆的封锁
自2018年8月起，由于Quora受到了DNS污染，中国大陆大部分地区无法直接访问Quora。
截至2022年，对Quora已升级了封锁方式，即使通过Hosts等修正，访问也会被“连接重置攻击”中断。

## 类似网站
- 問答網站列表
- 知乎
- Stack Exchange
- Yahoo知識+